# Psammphiletria
Psammphiletria is een geslacht van straalvinnige vissen uit de familie van de kuilwangmeervallen (Amphiliidae).

## Soorten
- Psammphiletria delicata Roberts, 2003
- Psammphiletria nasuta Roberts, 2003